# Liste der Baudenkmäler in Nalbach
In der Liste der Baudenkmäler in Nalbach sind alle Baudenkmäler der saarländischen Gemeinde Nalbach und ihrer Ortsteile aufgelistet. Grundlage ist die Veröffentlichung der Landesdenkmalliste im Amtsblatt des Saarlandes vom 22. Dezember 2004 und die aktuelle Teildenkmalliste des Landkreises Saarlouis in der Fassung vom 9. August 2017.

## Körprich
| Lage                | Bezeichnung               | Beschreibung | Bild |
| ------------------- | ------------------------- | --- | ---- |
| Kapellenstraße Lage | kath. Kapelle St. Michael | Bereits 1330 wird eine Michaelskapelle urkundlich erwähnt. Ältester Teil des verputzten Bruchsteinbau ist der 1657 angelegte Turm in der Nordostecke zwischen Schiff und dem rechteckig eingezogenen Chor. Das heutige Kirchenschiff wurde 1774 erneuert. Im Jahr 1897 wurde das Schiff der Michaelskapelle auf die doppelte Länge erweitert. In den 1920er Jahren war die Bevölkerung so stark gewachsen, dass auch die vergrößerte Kapelle nicht ausreichte. Daraufhin wurde die Kirche St. Michael errichtet. |      |

## Nalbach
| Lage                        | Bezeichnung                           | Beschreibung | Bild |
| --------------------------- | ------------------------------------- | --- | ---- |
| Außerhalb der Ortslage Lage | Litermont-Bunker, Westwallbefestigung | Im Rahmen der Westwallbefestigung wurden Ende der 1930er Jahre mehrere Bunker um den Litermont errichtet, die nach dem Zweiten Weltkrieg gesprengt wurden. Einzig erhalten ist ein Bunker aus dem Jahr 1938. Es ist ein Regelbau 23 mit MG-Schartenstand und 1,5 m dicken Stahlbetonwänden. |      |
| Außerhalb der Ortslage Lage | Litermontkreuz                        | Das Gipfelkreuz auf dem Litermont war eigentlich ein Prozessionskreuz, das 1852 von Johann Becker geschaffen wurde. Es trägt die Inschrift: "Erinnerung an Margaretha von Lidermont. Hanc crucem anno 1852 erexit et anno 1902 renovavit parochia Nalbach" (Dieses Kreuz errichtete im Jahr 1852 die Pfarrei Nalbach und erneuerte es im Jahr 1902). Das Metallkreuz steht auf einem detailreich gestalteten Putzsockel. |      |
| Hubertusstraße 33 Lage      | kath. Pfarrkirche St. Peter und Paul  | St. Peter und Paul wurde zwischen 1764 und 1767 nach Entwürfen von Peter Pauli als vierachsiger Kirchensaal erbaut. 1861 wurden ein Querhaus und Chor angebaut. Der dreiseitig abschließende Chorraum mit Kreuzgratgewölbe ist niedriger als das tonnengewölbte Kirchenschiff. 1927 wurde der Innenraum von Ludwig Becker und Anton Falkowski modernisiert.                                                              |      |

## Piesbach
| Lage                      | Bezeichnung          | Beschreibung | Bild |
| ------------------------- | -------------------- | --- | ---- |
| Hauptstraße               | Wegekreuz            | Das Wegekreuz aus Sandstein wurde laut einer Inschrift im Sockel 1821 geschaffen. Auf der Mensa darüber steht ein geschwungener Sockel mit Kruzifix, umgeben von der Taube des Hl. Geistes und Gottvater. |      |
| Kleppnerstraße Lage       | Betonhöckerhindernis | Die Höckerlinie aus Beton wurde 1938 im Rahmen der Westwallbefestigung als Panzersperre errichtet. |      |
| Rosengartenstraße 16 Lage | Wohnhaus, Bauernhaus | 1578 |      |